# Edmond Richer
Edmond Richer, född den 15 september 1560 i Chaource, död den 29 november 1631, var en fransk romersk-katolsk teolog, gallikanismens främste teoretiske utbildare.
Richer var en mycket lärd och mycket djärv anhängare av Ligan, som under Henrik IV av Frankrike sysslade med att utge Jean Gersons skrifter. Härunder fördjupade han sig i gallikanska tankegångar och framlade dem i Apologia pro Joanno Gersonio (1606). Trots den påvlige nuntiens förbud fortsatte han att ge ut Gerson under parlamentets beskydd och valdes 1602 till teologiska fakultetens syndikus. Han offentliggjorde efter mordet på Henrik IV ett nytt verk, De ecclesiastica et politica potestate (3 band, 1611), vilket blev en verkligt symbolisk skrift för fransk katolsk kyrkosjälvständighet. Richer själv tvangs 1627 av statspolitiska skäl av Richelieu under lejda mördares dolkar att återkalla sina meningar; men hans inflytande förblev stort. 